# Ана Марија Угарска
Ана Марија Угарска (1204-1237) је била бугарска царица (1221-1237), супруга Јована Асена II.

## Биографија
Ана је била ћерка угарског краља Андрије II Арпада и Гертруде од Мераније. Била је сестра Свете Јелисавете Угарске. Брак Ане и Јована закључен је јануара 1221. године. Андрија је морао пристати на склапање овог брака како би се ослободио заробљеништва у коме је пао након повратка из Свете земље. Од мираза, Ана је мужу донела Београд и Браничево. Ана је умрла од куге 1237. године. Сахрањена је у цркви Четрдесет мученика у Трнову.

### Потомство
Ана је Јовану родила неколико деце укључујући и:
- Јелена, удата за никејског цара Теодора II Ласкариса.
- Тамара, која се касније верила за будућег византијског цара Михаила VIII Палеолога.
- Коломан I Асен, бугарски цар од 1241. до 1246. године.
- Петар, умро 1237. године.